# Maryn Carafa di Belvedere
Maryn Carafa di Belvedere właśc. Marino Carafa di Belvedere (ur. 29 stycznia 1764 w Neapolu, zm. 5 kwietnia 1830 tamże) – włoski kardynał.

## Życiorys
Urodził się 29 stycznia 1764 roku w Neapolu, jako syn Carla Carafy di Belvedere i Marii Giulii Caraccioli. Studiował w Collegio Nazareno, a następnie na Papieskiej Akademii Kościelnej. Po wstąpieniu na służbę do Kurii Rzymskiej został protonotariuszem apostolskim i prefektem Pałacu Apostolskiego. W 1799 roku, kiedy Pius VI został wzięty do niewoli, udał się wraz z papieżem do Francji. Rok później pojechał do Wenecji, gdzie odbywało się konklawe. 23 lutego 1801 roku został kreowany kardynałem diakonem i otrzymał diakonię S. Nicola in Carcere. Otrzymał jednocześnie dyspensę z powodu nieposiadania żadnych święceń, na okres trzech lat, przedłużoną potem o kolejne trzy lata. Z powodu braku potomków w swoim rodzie, zrzekł się godności kardynalskiej 24 sierpnia 1807 roku. Następnie został księciem Acquavivy i poślubił Mariannę Gaetani dell'Aquila d'Aragona. Zmarł 5 kwietnia 1830 roku w Neapolu.